# Radio Balilla

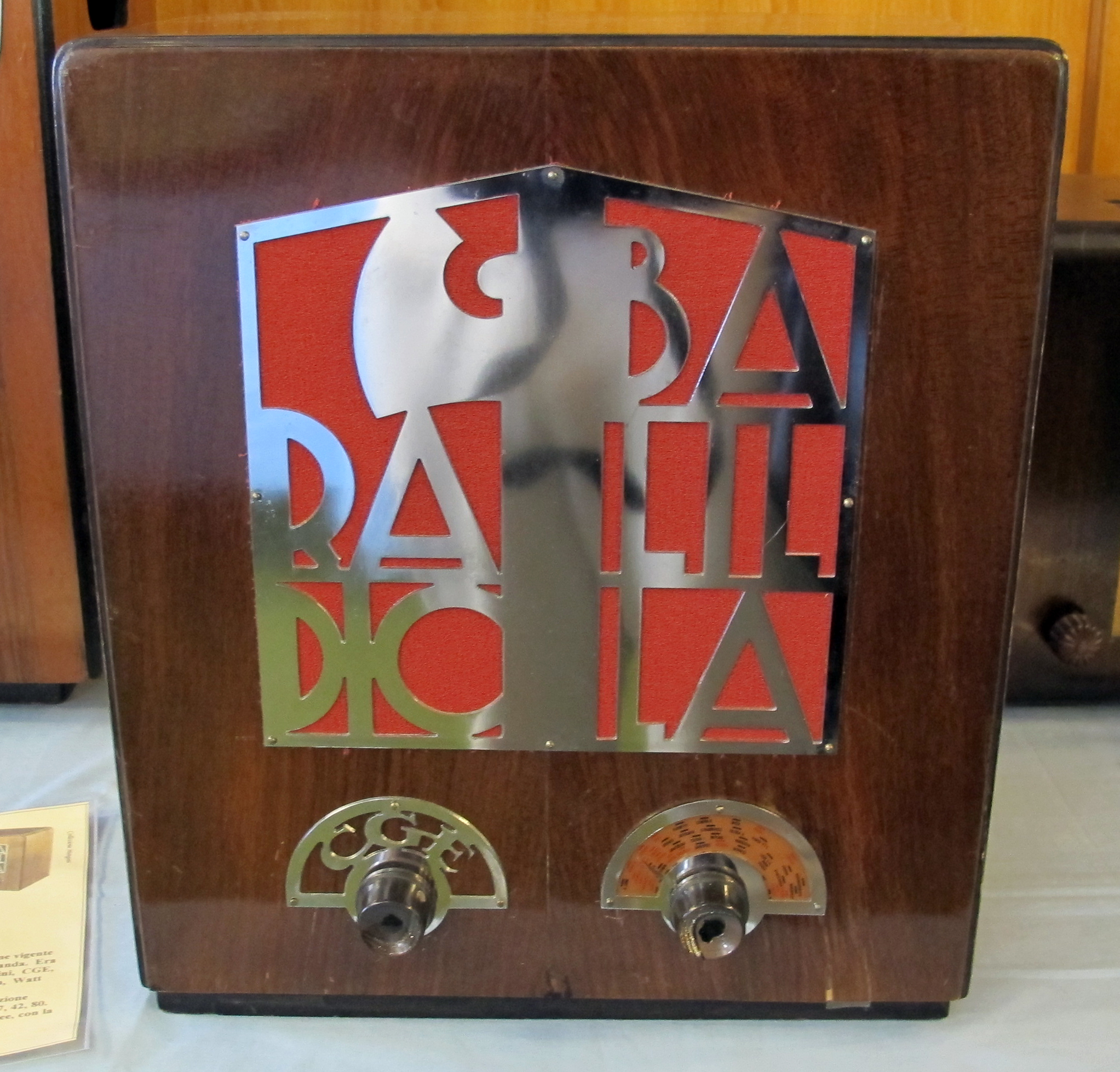
Приёмник Radio Balilla, выпущенный компанией CGE в 1937 году

Radio Balilla — итальянский ламповый бытовой радиоприёмник, выпускавшийся в 1930-х годах.

Представлял собой упрощённый вариант Radio Rurale. Причиной конструктивных изменений стало желание удешевить аппарат для того, чтобы сделать радиовещание доступным для малообеспеченных семей и, таким образом, расширить возможности пропаганды правящего фашистского режима.
Как и в случае с предшествующей моделью, само название Radio Balilla означало не модель или марку, а государственный проект, в котором участвовали некоторые из наиболее значимых компаний-радиопроизводителей того времени (RadioMarelli, C.G.E., Telefunken, Allocchio Bacchini, Unda Radio, и т.д.). Качество у приёмников варьировалось соответственно принятым на конкретных фирмах стандартам.
В рамках продвигаемой правительством автаркии, для производства использовались не самые дорогие материалы, выпуск всех комплектующих осуществлялся в Италии, что в итоге позволило установить цену в 430 лир (около 20 тогдашних долларов) с возможностью покупки в рассрочку.
Радио должно быть принимать сигналы станций с длиной волны от 194 до 580 метров (520-1550 кГц, средние волны), в т.ч. национальной вещательной компании E.I.A.R. и местных коммерческих станций, а приём зарубежных станций был затруднён, что, впрочем, было на руку режиму в условиях близившейся войны.
Однако, все меры, направленные на широкое внедрение приёмника, не достигли особого успеха; наиболее всего им препятствовали сами производители, которые предпочитали продавать другие модели своей продукции с куда большей прибылью. Позже аналогичная ситуация повторилась с его "наследником", приёмником Radio Roma, еще одной итальянской попыткой популяризации радио, также не принесшей желаемых результатов.